# Fújható szigetelés
A fújható szigetelést 1950-es években, az USA-ban kezdték el alkalmazni és az 1970-es évekre került általános felhasználásra az Államokban. A szigetelés iránti kereslet megnövekedett, az 1973-74-es olajembargót követően. Végül az 1977-es hideg tél következtében az USA-ban adó-jóváírást kínáltak azoknak, akik leszigetelték a házaikat.
Magyarországon a második világháború után keletkezett nagyobb kereslet a hagyományos szigetelés iránt, az újjáépítések miatt, ám a gyártók ezt nem tudták kiszolgálni. Az itthoni szigetelőanyag-gyártás fellegvárának számított a tapolcai medence, az itt található alapanyagok, mint a dolomit vagy a mészkő miatt. A rendszerváltást követően a tapolcai üzem többször cserélt gazdát, végül 2003 óta a Rockwool Hungary Kft tulajdona és jelenleg is folyik a gyártás.
Az országban a kétezres évek elejétől van lehetőség fújható szigetelés alkalmazásához. Először cellulóz szigetelést, majd a 2010-es évektől fújt ásványgyapotot (üveggyapotot) és később 2014-től kőzetgyapotot, és 2014-től kezdett el széles alkalmazásban terjedni a purhab. A fújható technológia gyors terjedésének köszönhetően egyre több épületet szigetelnek fújt módszerrel, ami különösen fontos, mert az épületek fűtése és hűtése által keletkező üvegházhatású gázok, a kibocsátott teljes CO2 mennyiség 30-40%-ért felelős.
Fújható szigetelés fajtái:
1.cellulóz:
- környezetbarát
- B2-es tűzvédelmi kategória (önkioltó)
- jó hőszigetelő
- súlya 35-45Kg/m3
- 0,039-0,042W/mK deklarált hőátbocsátási tényező (10 cm vastagságban)

2.üveggyapot:
- újrahasznosított üvegből készül, környezetbarát
- A1-es tűzvédelmi kategória (tűzálló)
- jó hőszigetelő
- hidrofób, víztaszító
- súlya 22-32Kg/m3
- 0,034-0,042W/mK deklarált hőátbocsátási tényező (10 cm vastagságban)

3.kőzetgyapot:
- bazalt az alapanyaga, kötőanyag tartalommal
- A1-es tűzvédelmi kategória (tűzálló)
- jó hőszigetelő
- hidrofób, víztaszító
- súlya 45-55kg/m3
- 0,037-0,039W/mK deklarált hőátbocsátási tényező (10 cm vastagságban)

4.PURhab zárt cellás:
- kétkomponensű vegyianyag
- legfeljebb B2-es tűzvédelmi kategória (önkioltó)
- jó hőszigetelő
- hidrofób, víztaszító
- súlya 35-55Kg/m3
- 0,023-0,024W/mk deklarált hőátbocsátási tényező (10 cm vastagságban)

5.PURhab nyitott cellás:
- kétkomponensű vegyianyag
- legfeljebb B2-es tűzvédelmi kategória(önkioltó)
- hidrofób, víztaszító
- súlya 8-10Kg/m3
- 0,035-0,039W/mK deklarált hőátbocsátási tényező (10 cm vastagságban)

6.farost:
- természetes alapanyag
- B2-es tűzvédelmi besorolás (önkioltó)
- jó hőszigetelő
- súlya 32-45Kg/m3
- 0,038-0,039W/mK deklarált hőátbocsátási tényező (10 cm vastagságban)

A legtöbb fújható szigetelés kifújás után nem terhelhető, azaz (nem lépésálló) ez alól a zárt cellás PURhab kivétel. Közös tulajdonságuk a fújható technológia révén, hogy a legkisebb, legszűkebb helyek is szigetelhetőek, illetve a gyors és hézagmentes szigetelőréteg kialakítása. A legtöbb szigetelőanyagnak más-más felhasználási területe van, szigetelőérték, súly, hőszigetelő képesség, alkalmazási felület és tűzvédelmi szempontok alapján különböztetjük meg. A magyarországi forgalomban kapható fújható szigetelések mindegyike rendelkezik tanúsítvánnyal és az Európai Unió által kiadott harmonizált szabványoknak megfelelnek.

## Purhab
A purhab (poliuretán hab) egy vegyianyag, amit elsősorban építkezéseknél használnak helykitöltésre és szigetelésre. Folyékony formában forgalmazzák, de levegőre kerülve szinte azonnal elkezd megszilárdulni és felfújódni, egy merev, mégis könnyű szerkezetbe. Általában két komponens reakciójának eredményeképp áll elő, melyekből az egyik rendkívül reaktív, jellemzően izocianát, a másik pedig poliol. A két anyag reakciójából keletkezik a poliuretán, valamint más anyagok: katalizátorok, égésgátlók, felületaktív anyagok, és a kifújást segítők. A kifújt purhab rövid idő alatt saját méretének 30-60-szorosára is képes felfújódni, ezen tulajdonsága miatt különösen kedvelt anyag rések kitöltésére valamint hőszigetelésre. Speciális felhasználási módja a megfelelő szórópisztoly alkalmazásával épületek belső résuének és tetőterének szigetelése.
A purhab kifújás után ártalmatlan , kifújás közben azonban keletkeznek egészségre ártalma gázok, amelyek homályos látást és nehézlégzést okozhatnak, ezért megfelelő védőfelszerelés ajánlott.